# The God Machine (album)
The God Machine è un album del gruppo tedesco Blind Guardian, pubblicato il 2 settembre del 2022 da Nuclear Blast.

## Tracce
Testi e musiche di André Olbrich and Hansi Kürsch.
1. Deliver Us from Evil – 5:22
2. Damnation – 5:21
3. Secrets of the American Gods – 7:29
4. Violent Shadows – 4:18
5. Life Beyond the Spheres – 6:03
6. Architects of Doom – 6:21
7. Let It Be No More – 4:49
8. Blood of the Elves – 4:38
9. Destiny – 6:47

## Formazione
- Hansi Kürsch - voce
- André Olbrich - chitarra solista
- Marcus Siepen - chitarra ritmica
- Frederik Ehmke - batteria e percussioni